# Bataille d'Algésiras (1279)
Pour les articles homonymes, voir Bataille d'Algésiras.
La bataille d'Algésiras de 1279 est une bataille navale qui eut lieu le 25 juillet 1278. Elle opposa les flottes du royaume de Castille, commandées par l’amiral de Castille Pedro Martínez de Fe, aux flottes combinées des mérinides et de l’émirat de Grenade, sous le commandement d’Abu Yaqub Yusuf an-Nasr. La bataille s’inscrivait dans le cadre des expéditions navales mauresques vers la péninsule Ibérique. Elle se déroula dans le détroit de Gibraltar et se solda par une victoire musulmane.

## Contexte
En 1275, les Mérinides mènent une importante campagne en Andalousie, et attaquent notamment les cités de Séville, Jaén et Cordoue,. Ils dévastent les terres castillanes sans pour autant modifier les frontières. Une trêve de deux ans est ensuite signée avec la Castille. 
La trêve de deux ans touchant à sa fin, Abu Yusuf mène une nouvelle campagne à partir de juillet 1277, contre les Castillans, dans laquelle il ravage les terres chrétiennes. Il revient à Algésiras en novembre, avec un important butin. Son fils Abou Zeyane prend également possession de Malaga, cédée par Ibn Chekilola, gouverneur de la ville. Les succès d'Abu Yusuf commencent néanmoins à créer une sérieuse inquiétude chez son allié sultan de Grenade, Mohammed II al-Faqih, dit Ibn Ahmer. Celui-ci craint en effet de revivre la même situation que ce qu'a vécu Al Mutamid, déchu de son pouvoir par Youssef ben Tachfine à l'époque almoravide. D'autant plus que le domaine mérinide s'est considérablement agrandit en Andalousie.
Mohammed II al-Faqih scelle alors une alliance avec le roi de Castille et de León, Alphonse X. L'objectif étant de s'opposer à une invasion du sultan mérinide Abu Yusuf. Il s'engage à aider les Castillans pour prendre leur revanche vis-à-vis des Mérinides. L'alliance intègre également le sultan zianide Yaghmoracen Ibn Ziane, qui rêve de venger la mort de son fils et ses précédentes défaites. Celui-ci promet ainsi d'harceler les frontières mérinides pour empêcher Abu Yusuf de passer en Andalousie.
Peu de temps après, les troupes de Grenade marchent sur Malaga, qui est cédée par son gouverneur, tandis que le roi de Castille Alphonse X assiège Algésiras. L'objectif étant d'enlever toute possibilité de traversée du détroit de Gibraltar aux Maghreb al aqsa. Les Castillans rassemblent une armée de quelque 30 000 cavaliers selon ce qu'indiquent les chroniques de l'époque ainsi que d'une flotte de 24 navires et 80 galères rassemblés dans la baie d'Algésiras avec comme objectif d'empêcher le ravitaillement de la cité depuis Gibraltar toute proche.
Affecté par la nouvelle de cette triple alliance contre lui, et notamment par le siège d'Algésiras, Abu Yusuf doit d'abord mener une expédition punitive contre les tribus arabes Sofiane révoltées dans la région de Tamesna. Après avoir châtié ces tribus, Abu Yusuf lance un appel au djihad dans tout le pays, et envoie son fils Abu Yaqub à Tanger pour rassembler une flotte. Abu Yusuf ne peut diriger de lui-même cette expédition car les Zianides de Yaghmoracen commencent à menacer ses frontières orientales.

## Déroulement

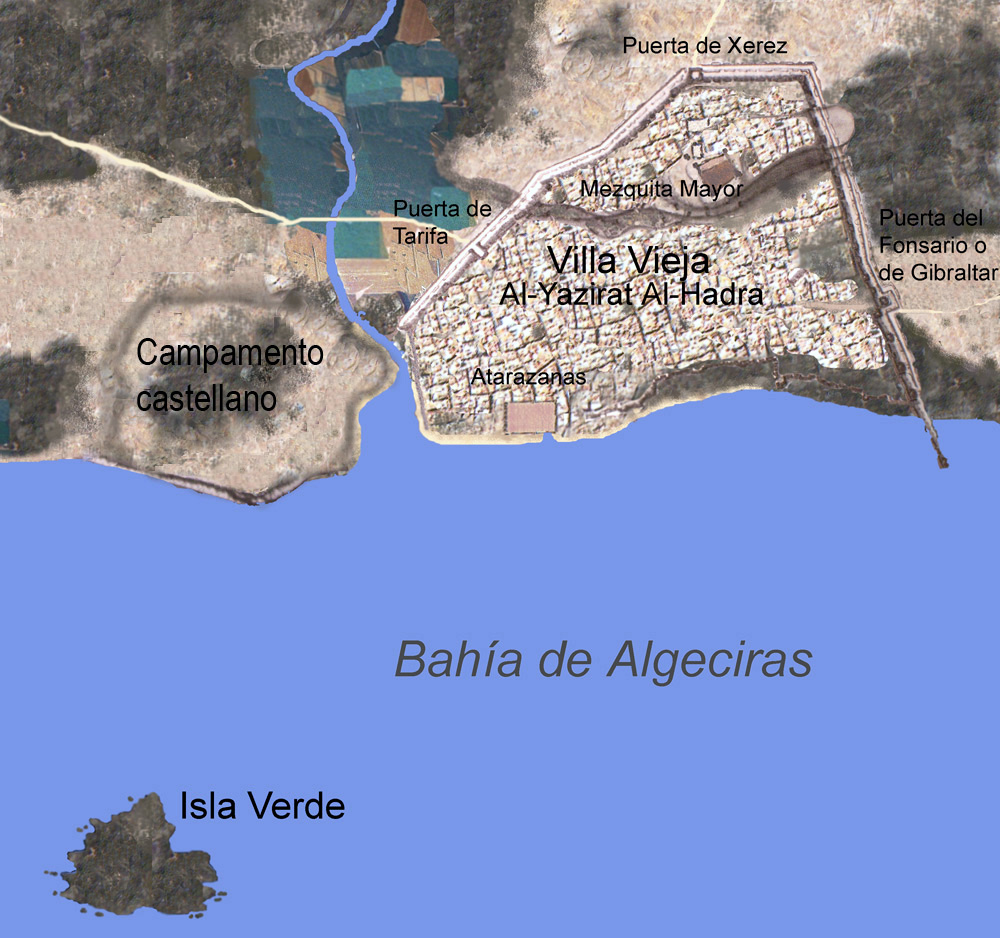
Situation du camp castillan aux abords de Al-Yazira Al-Jadra.

Toute la flotte mérinide est donc mobilisée. Le gouverneur de Ceuta Abou Hatem al-Azafi fournit à lui seul plus de 45 navires, tandis que 25 autres navires sont amenés des ports de Badès, Salé et Anfa. Sous le commandement du prince Abu Yaqub, la flotte mérinide est renforcée par 12 navires de Grenade envoyés par Mohammed II al-Faqih, qui veut se faire pardonner sa trahison.
La flotte musulmane rassemblée à Tanger, lève l'ancre le 19 juillet 1279, et atteint Gibraltar, ville contrôlée par les Mérinides. Le lendemain, après s'être suffisamment approchée sans être repérée de la baie d'Algésiras, la flotte musulmane réussit à entrer dans la cité d'Algésiras au travers des chantiers navals. Les Marocains font alors une sortie depuis les portes d'Algésiras, et attaquent les barques de Castille à l'ancre et quasi vides de l'Isla Verde. L'escadre chrétienne est rapidement capturée et incendiée. Les soldats castillans à terre, découragés par la longueur du siège, mal payés et malades, sont surpris par la rapidité de l'attaque, et n'ont pas le temps de réagir. 
Les soldats qui s'y trouvent sont tous tués à l'exception des officiers qui sont faits prisonniers, dont parmi-eux, l'amiral Pedro Martínez de Fe. En quelques heures, la Castille perd toute sa flotte de 400 navires sans arriver à se mettre en ordre de bataille. Seuls trois navires parviennent à s'échapper.  L'infant Pedro, à la tête des troupes assiégeantes, ordonne immédiatement de lever le siège, et abandonne toutes les machines de siège et tout l'équipement qui sont capturés par les Mérinides.

## Conséquences
Une trêve est finalement signée entre les Mérinides et Alphonse X en 1279. Le prince Abu Yaqub tente même de mettre en place une alliance avec les Castillans contre le royaume de Grenade, dans le but de se venger de la trahison du sultan nasride Mohammed II al-Faqih. Une députation d'évêques fait même le voyage jusqu'à l'actuel Maroc chez le sultan mérinide Abu Yusuf, mais celui-ci refuse une idée d'alliance avec les infidèles, et remplace Abu Yaqub par son frère Abou Zeyane, pour le punir de ses actions.
Le sultan mérinide Abu Yusuf ordonne quelques années plus tard d'édifier la Ville Neuve d'Algésiras, dans le lieu où les troupes castillanes ont installé leurs armes de siège, pour éviter que de futurs sièges n'utilisent cet emplacement favorable.

## Sources

### Sources bibliographiques
1. 1 2  al-Nasiri 1934, p. 87
2. ↑  al-Nasiri 1934, p. 80
3. ↑  Mercier 1888, p. 212
4. 1 2 3 4 5  Mercier 1888, p. 213
5. 1 2  al-Nasiri 1934, p. 84
6. ↑  al-Nasiri 1934, p. 85
7. ↑  al-Nasiri 1934, p. 86
8. 1 2 3 4  Mercier 1888, p. 214
9. ↑  al-Nasiri 1934, p. 88
10. ↑  Menjot 2002, p. 489

#### Francophone
- Ahmed ben Khâled Ennâsiri Esslâoui. (trad. de l'arabe par Ismaël Hamet), Kitâb Elistiqsâ li-Akhbâri doual Elmâgrib Elaqsâ [« Le livre de la recherche approfondie des événements des dynasties de l'extrême Magrib »], vol. XXXIII : Les Mérinides, Paris, Librairie Honoré Champion, coll. « Archives marocaines », 1934 (lire en ligne)
- Denis Menjot, Murcie castillane : une ville au temps de la frontière : (1243-milieu du XVe s.), Casa de Velázquez, 2002, 1390 p. (lire en ligne)
- Ernest Mercier, Histoire de l'Afrique septentrionale (Berbérie) dupuis les temps les plus reculés jusqu'à la conquête française (1830) Volumes 2, E. Leroux, 1894 (lire en ligne)